# ハプログループDE (Y染色体)
ハプログループDE(Y染色体)（ハプログループDE (Y染色体)、英: Haplogroup DE (Y-chromosome)）とは、分子人類学で用いられる、人類のY染色体のハプログループ（型集団）の分類で、YAPと呼ばれる変異の型に定義されるものである。

## YAP
ハプログループDEはYAPという変異で定義される。YAP (ヤップ、Y-chromosome Alu Polymorphism)とは、Y染色体の長腕部「DYS287 Yq11」上にある約300塩基からなるAlu配列(Alu sequence)の挿入多型。この古代に起きた「M1」と定義される変異の痕跡（SNP）をY染色体上に持つのは、本来ならばtRNA、rRNAなどの核内低分子RNAに転写されるべきものが、何らかの要因によってY染色体上のDNA配列に挿入されてしまったもので、生体内での働きについては未解明である。Alu配列とは蛋白質をコードする配列を全く含まず、制限酵素Aluで認識されるためこの名がつけられた。YAP変異をもつ系統はハプログループEとハプログループDに限られる。

## 起源

系統図（Underhill and Kivisild 2007 に基づく）

現生人類の共通祖先発祥の地、東アフリカのトゥルカナ湖の東北附近に7.6～7万年前 に住んでいた一人の男性（俗称: YAPアダム）にこの変異が起こり、これが父系で遺伝するY染色体の特定のSNPを持つ集団（Y染色体ハプログループ）のうち「YAP（M1)」と呼ばれるSNPを持つハプログループDE系統を生み出し、その後6万年程前にこれが更に2つ集団（ハプログループ）DとEに分岐した。

なお、ハプログループDEは系統樹からも分かるように、全ユーラシア人の最近共通祖先であるハプログループCTから早期に分岐したため、他のユーラシア系統とは分岐から7万年以上もの年月を経ている。（一方で、ハプログループDEはアジアで発祥したという異説 もある。）
さらにその子系統であるハプログループDは、アフリカにおいて既に発生していたと考えられる。ハプログループDの子系統のうち、ハプログループD2はアフリカに留まり、ハプログループD1が出アフリカを果たした。
アフリカに留まりアフリカ大陸全土や一部は地中海地域やヨーロッパなどに父系を通じて広がった集団がハプログループEとハプログループD2であり、分岐後出アフリカを経て東方に向かい、チベット・アンダマン諸島・ヤオ族・フィリピンのマクタン島・グアム島・日本列島 などに父系を通じて広がったのがハプログループD1である。
またDEの子型でD系統にもE系統にも属さないパラグループDE*がチベット人、ナイジェリア、ギニアビサウ でごくわずかに発見されているが、このうちナイジェリアのサンプルについてはハプログループD0（後にD2に名称変更）であることが判明し、上述のようにハプログループDが既にアフリカにおいて発生していたことが示された。

## 下位系統
2019年6月19日改訂のISOGGの系統樹（ver.14.106）による
- DE (YAP)
  - D (CTS3946)
    - D1 (M174/Page30, IMS-JST021355)
      - D1a (CTS11577)　
        - D1a1 (F6251/Z27276)　　チベット、モンゴル、中央アジア等
        - D1a2 (Z3660)
          - D1a2a (M64.1/Page44.1, M55) 　 日本（大和民族、アイヌ、琉球民族）
          - D1a2b (Y34637)　アンダマン諸島（オンゲ族、ジャラワ族）

      - D1b (L1378) 　 フィリピン（マクタン島、ルソン島）[13]

    - D2 (A5580.2) 　ナイジェリア、サウジアラビア、シリア

  - E　アフリカで多い。
    - E1b1a　アフリカ中~南部。ニジェール・コンゴ語族と関連。
    - E1b1b　アフリカ北東部・北部、中東、南ヨーロッパなど。アフロ・アジア語族と関連。